# El Sauz, Colima
El Sauz är en ort i Mexiko.   Den ligger i kommunen Minatitlán och delstaten Colima, i den södra delen av landet, 500 km väster om huvudstaden Mexico City. El Sauz ligger 1 089 meter över havet och antalet invånare är 134.
Terrängen runt El Sauz är kuperad västerut, men österut är den bergig. Runt El Sauz är det ganska glesbefolkat, med 32 invånare per kvadratkilometer. Närmaste större samhälle är Minatitlán, 11,9 km sydväst om El Sauz. I omgivningarna runt El Sauz växer huvudsakligen savannskog.